# إينار (مغني)
نيلس كورت إيريك إينار جرونبيرغ (بالسويدية: Nils Kurt Erik Einar Grönberg)، المعروف باسمه الفني «إينار» (5 شتنبر 2002 - 21 أكتوبر 2021) كان مغني وكاتب كلمات راب سويدي من مدينة ستوكهولم.
بدأ إينار مسيرته الغنائية مبكرا حيث أخرج أول أغنية معروفة له (القط في الحي) وهو في سن 16، و احتلت المركز الأول على قائمة الأغاني السويدية لسنة 2019. أحرز نيلس نجاحا كبيرا في مجال الراب حيث كان أكثر فنان سُمع سنة 2019 على منصة سبوتيفاي بالسويد، وحقق جائزة راديو السويد الذهبية لأغنية العام (2019) و جائزة المغني الصاعد سنة 2020.
يوم 21 أكتوبر 2021، تعرض إينار لإطلاق نار في منطقة هاماربي جنوب ستوكهولم أدى إلى وفاته، وفتح الباب لنقاش كبير بالسويد حول عنف العصابات بالبلاد.